# Marielies Schleicher
Marielies Schleicher (* 28. Juli 1901 in Aschaffenburg; † 17. Januar 1996 ebenda) war eine deutsche Landespolitikerin. Von 1962 bis 1974 war sie Mitglied des Bayerischen Landtages.

## Leben
Marielies Schleicher war die Tochter des Arztes Bernhard Wiesner, dem Hausarzt der Familie Dessauer und Partner, zugleich Schwager des Physikers Friedrich Dessauer, und Elisabeth (geborene Dessauer), einer Tochter des Aschaffenburger Industriellen Philipp Dessauer. Nach dem Besuch der Schulen der Englischen Fräulein in Aschaffenburg und Regensburg begann sie in Bonn und Würzburg Medizin zu studieren, brach das Studium ab, als sie 1927 den um 15 Jahre älteren Hautarzt Adolf Schleicher heiratete. Dieser Ehe entstammen sechs Kinder (fünf Töchter und ein Sohn). Zu diesen gehört die Europaabgeordnete Ursula Schleicher. Ihr Grab befindet sich auf dem Altstadtfriedhof in Aschaffenburg.

## Wirken
Marielies Schleicher war sozial engagiert. So wurde sie 1948 Vorsitzende des Katholischen Frauenbundes und des Katholischen Mädchenschutzvereins und gründete 1952 ein Mädchenlehrlingsheim mit Haushalts- und Sozialpflegeschule. Seit 1952 war sie Mitglied der CSU-Stadtratsfraktion Aschaffenburg und wurde 1956 Beirätin für das Fürsorgewesen. 1962 wurde sie in den Bayerischen Landtag gewählt und blieb dort bis 1974. Zeitweise gehörte sie dem Präsidium des Landtages an.
Sie war maßgeblich am Aufbau der Sozialstationen in Bayern beteiligt. In Aschaffenburg gründete sie den Verein Lebenshilfe und die Behindertenwerkstätten.

## Ehrungen
- 1975  wurde sie mit dem Ehrenzeichen der deutschen Ärzteschaft, verliehen von der Bundesärztekammer, ausgezeichnet.[2]
- 1991 zu ihrem 90. Geburtstag erhielt sie die Ehrenbürgerschaft der Stadt Aschaffenburg.[3]
- 1999 wurde ihr zu Ehren und im Gedenken an ihr kommunal- und sozialpolitisch Engagement die Marielies Schleicher Stiftung gegründet.[4]